# Steve Brown (muzikant, 1890)
Theodore 'Steve' Brown  (New Orleans, 13 januari 1890 - Detroit, 15 september 1965) was een Amerikaanse jazzmuzikant (contrabas, tuba).

## Biografie
Steve Brown was de jongere broer van de trombonist Tom Brown, met wiens Brown's Ragtime Band hij al in 1915 naar Chicago verhuisde om daar jazz te presenteren. In 1923 werd hij lid van de New Orleans Rhythm Kings. Hij speelde ook met de Original Memphis Melody Boys en het Midway Dance Orchestra. Van 1924 tot 1927 werkte hij bij Jean Goldkette, waar hij al in 1924 de slap-techniek toepaste. Hij was kortstondig werkzaam bij Paul Whiteman, voordat hij zich vestigde in Detroit, waar hij voornamelijk werkte met plaatselijke jazzformaties. Tussen 1922 en 1950 werkte hij mee bij 45 opnamesessies, als laatste met Frank Gillis' Dixie Five. Zijn spel beïnvloedde Thelma Terry aanzienlijk.

## Overlijden
Steve Brown overleed in september 1965 op 75-jarige leeftijd.
- Bibliothèque nationale de France: cb16206305b (data)
- International Standard Name Identifier: 0000 0000 8000 4319
- Library of Congress Control Number: no2008087521
- MusicBrainz: 997d7a52-46c7-44b0-bc94-f390bc3cfaa3
- Istituto Centrale per il Catalogo Unico: DDSV054704
- Virtual International Authority File: 66282672
- WorldCat: E39PBJyxhHg7CVQg6t4bGmWdQq